# Leon Guz
Leon Guz (ur. 10 grudnia 1914 w Kowlu, zm. 1 czerwca 2010 w Warszawie) – polski dziennikarz żydowskiego pochodzenia, autor dziennika z okresu okupacji niemieckiej.

## Życiorys
Urodził się w rodzinie żydowskiej, jako syn Jeruchima (zm. w sierpniu 1942 w obozie zagłady w Treblince). Matka zmarła w 1938 w Warszawie. Miał dwóch braci, starszego Szymona, który zmarł w październiku 1939 w wyniku ciężkiej rany w nogę podczas wrześniowych nalotów, oraz młodszego Zeliga zamordowanego w Treblince w 1942.
W grudniu 1939 ożenił się z Alicją z domu Szarfsztejn (1915–1980), pochodzącą z Mińska Mazowieckiego. 22 listopada 1942 w Mińsku Mazowieckim urodziła mu się córka Barbara Helena, która na początku grudnia 1942 została umieszczona przez Apolonię Przybojewską w Domu Dziecka ks. Boduena.
W getcie warszawskim pracował w składzie futer. Z getta wydostał się nielegalnie i wyjechał do Mińska Mazowieckiego do swoich teściów. W Mińsku pracował na placówkach na stacji kolejowej, a potem w Niemieckim Czerwonym Krzyżu. Podczas likwidacji getta uciekł z placu przeładunkowego i trafił do obozu pracy w Mińsku, gdzie pracował w fabryce Rudzkiego. Od stycznia 1943 ukrywał się na warszawskiej Pradze. W tym okresie prowadził dziennik będący zapisem losów jego i jego rodziny, oraz trudnej sytuacji z jaką przyszło mu się borykać. Dziennik został wydany dwukrotnie w Polsce w latach 1990 i 2001 pod tytułem Targowa 64. Dziennik 27.I.1943-11. IX.1944, a także przetłumaczony na język niemiecki przez Instytut Translatoryki Uniwersytetu Wiedeńskiego i wydany w Austrii pod tytułem „Also wir leben noch”.

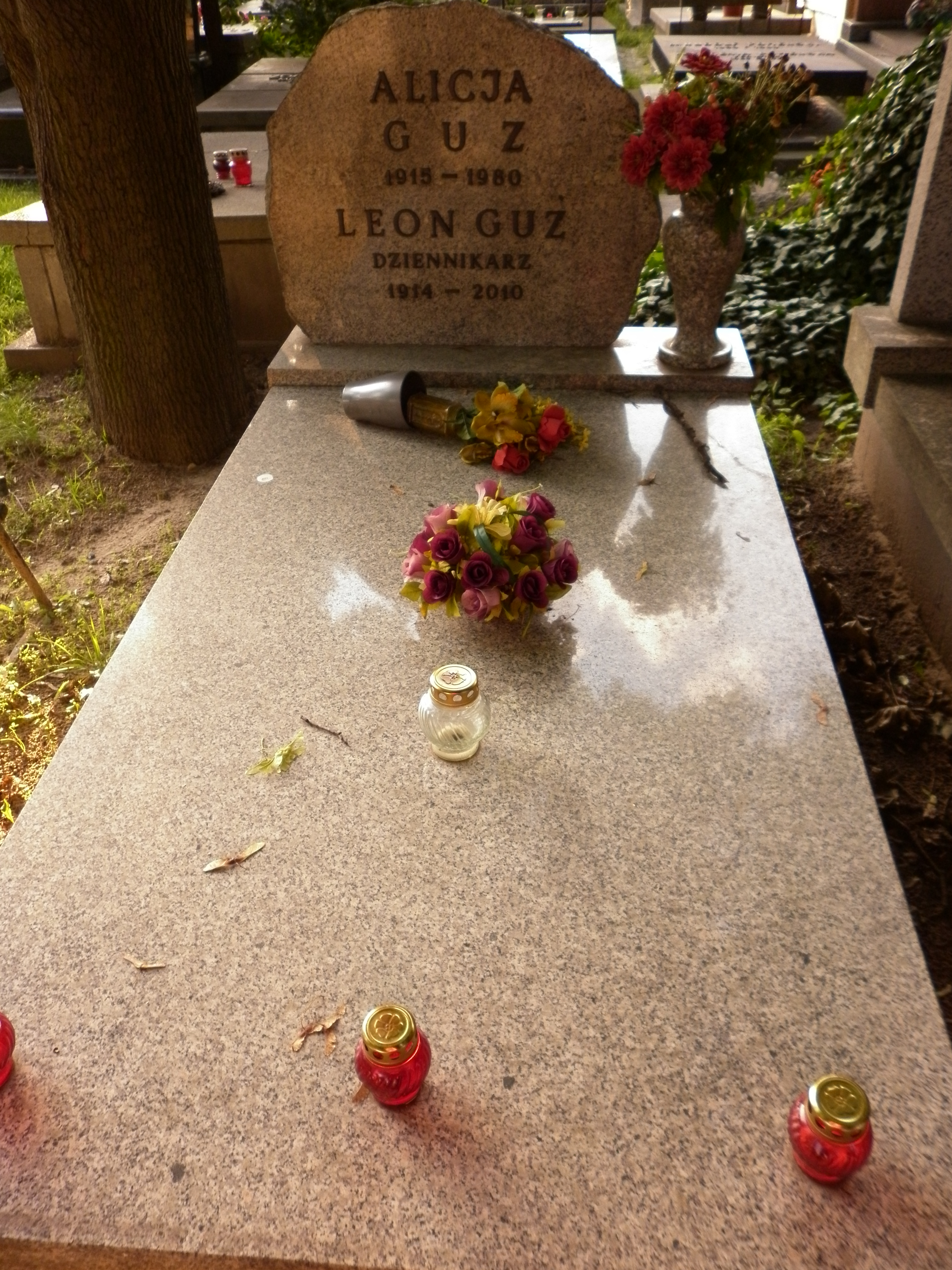
Grób Leona Guza na cmentarzu Wojskowym na Powązkach

Od 1947 dziennikarz „Głosu Ludu”, a od 16 grudnia 1948 do lat 80. dziennikarz „Trybuny Ludu”, gdzie był m.in. kierownikiem działu ekonomicznego oraz korespondentem w Rumunii. Był członkiem Oddziału Warszawskiego Stowarzyszenia Dziennikarzy Polskich.
Został pochowany 8 czerwca na cmentarzu Wojskowym na Powązkach (kwatera B39, rząd 8, grób 6).